# Team NetApp-Endura/Saison 2013
Dieser Artikel listet Erfolge und Fahrer des Radsportteams NetApp-Endura in der Saison 2013 auf.

## Erfolge in der UCI World Tour
| Datum      | Rennen                    | Sieger        |
| ---------- | ------------------------- | ------------- |
| 31. August | 8. Etappe Vuelta a España | Leopold König |

## Erfolge in der UCI America Tour
| Datum   | Rennen                          | Kat. | Fahrer        |
| ------- | ------------------------------- | ---- | ------------- |
| 18. Mai | 7. Etappe Kalifornien-Rundfahrt | 2.HC | Leopold König |

## Erfolge in der UCI Europe Tour
| Datum       | Rennen                                        | Kat. | Sieger               |
| ----------- | --------------------------------------------- | ---- | -------------------- |
| 9. März     | Ronde van Drenthe                             | 1.1  | Alexander Wetterhall |
| 4. Mai      | 2. Etappe Szlakiem Grodów Piastowskich (EZF)  | 2.1  | Jan Bárta            |
| 3. – 5. Mai | Gesamtwertung Szlakiem Grodów Piastowskich    | 2.1  | Jan Bárta            |
| 21. Juni    | Tschechische Meisterschaft – Einzelzeitfahren | CN   | Jan Bárta            |
| 23. Juni    | Tschechische Meisterschaft – Straßenrennen    | CN   | Jan Bárta            |
| 20. August  | Grote Prijs Stad Zottegem                     | 1.1  | Blaž Jarc            |

## Abgänge – Zugänge
| Zugänge              | Team 2012              | Abgänge            | Team 2013                 |
| -------------------- | ---------------------- | ------------------ | ------------------------- |
| David de la Cruz     | Caja Rural             | André Schulze      | Euskaltel Euskadi         |
| Roger Kluge          | Team Argos-Shimano     | Matthias Brändle   | IAM Cycling               |
| Iker Camaño          | Endura Racing          | Reto Hollenstein   | IAM Cycling               |
| Zakkari Dempster     | Endura Racing          | Marcel Wyss        | IAM Cycling               |
| Russell Downing      | Endura Racing          | Grischa Janorschke | Nutrixxion Abus           |
| Jonathan McEvoy      | Endura Racing          | Jérôme Baugnies    | To Win-Josan Cycling Team |
| Erick Rowsell        | Endura Racing          | Andreas Dietziker  | Karriereende              |
| Scott Thwaites       | Endura Racing          | Timon Seubert      | Unbekannt                 |
| Paul Voß             | Endura Racing          |                    |                           |
| Alexander Wetterhall | Endura Racing          |                    |                           |
| José Mendes          | LA Aluminios-Antarte   |                    |                           |
| Ralf Matzka          | Thüringer Energie Team |                    |                           |

## Mannschaft

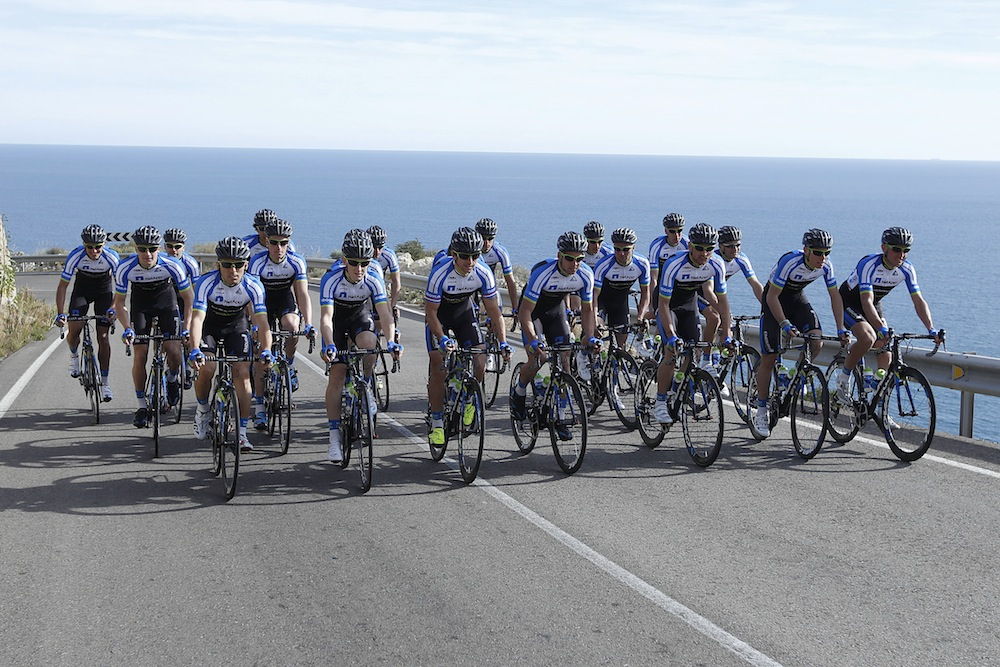
Team NetApp-Endura 2013

| Fahrer               | Geburtsdatum       | Land                   |
| -------------------- | ------------------ | ---------------------- |
| Jan Bárta            | 7. Dezember 1984   | Tschechien             |
| Cesare Benedetti     | 3. August 1987     | Italien                |
| Iker Camaño          | 14. März 1979      | Spanien                |
| David de la Cruz     | 6. Mai 1989        | Spanien                |
| Zakkari Dempster     | 27. September 1987 | Australien             |
| Russell Downing      | 23. August 1978    | Vereinigtes Königreich |
| Markus Eichler       | 18. Februar 1982   | Deutschland            |
| Bartosz Huzarski     | 27. Oktober 1980   | Polen                  |
| Blaž Jarc            | 17. Juli 1988      | Slowenien              |
| Roger Kluge          | 5. Februar 1986    | Deutschland            |
| Leopold König        | 15. November 1987  | Tschechien             |
| Ralf Matzka          | 24. August 1989    | Deutschland            |
| José Mendes          | 24. April 1985     | Portugal               |
| Jonathan McEvoy      | 2. August 1989     | Vereinigtes Königreich |
| Erick Rowsell        | 29. Juli 1990      | Vereinigtes Königreich |
| Andreas Schillinger  | 13. Juli 1983      | Deutschland            |
| Daniel Schorn        | 21. Oktober 1988   | Österreich             |
| Michael Schwarzmann  | 7. Januar 1991     | Deutschland            |
| Scott Thwaites       | 12. Februar 1990   | Vereinigtes Königreich |
| Paul Voß             | 26. März 1986      | Deutschland            |
| Alexander Wetterhall | 12. April 1986     | Schweden               |